# Martha Cecilia Ruiz
Martha Cecilia Ruiz (Managua, 25 novembre de 1972) és una poeta, escriptora, periodista i activista social nicaragüenca. Dirigeix el programa radiofònic El País azul, que s'emet a Radio La Primerísima els diumenges de 7 a 8 del matí. Ruiz va formar part de la Junta directiva de l'Associació Nicaragüenca d'Escriptores (ANIDE) com a vocal (període 2015-2018). Ha estat reportera, presentadora i editora de ràdio, TV i premsa escrita i és consultora en Comunicació i Drets Humans. Fundadora del grup Tres Veces Tres: Tres Mujeres, Tres Poetas, Tres periodistas i del Fòrum de Periodistes Culturals de Nicaragua (FPCN).

## Biografia
Martha Cecilia Ruiz es va graduar en Periodisme a la Universitat Centreamericana de Nicaragua, on també es va diplomar en comunicació, drets de la infantesa, gènere i desenvolupament humà.
Va formar part de l'equip de la secció "De todo un poco" del diari Barricada, en el seu últim període. Aquest suplement va ser creat i dirigit per l'escriptora Aurora Sánchez "La Cadella", mentre treballava amb el reconegut fotògraf i periodista Orlando Valenzuela.
Martha Cecilia Ruiz va desenvolupar la seva carrera en l'àmbit de drets humans treballant per a diferents organismes i organitzacions de la societat civil: la Xarxa de Dones Contra la Violència, el Centre Nicaragüenc dels Drets Humans (CENIDH), el Fons Centreamericà de Dones (FCAM), el Fons de les Nacions Unides per a la Infància (UNICEF), entre d'altres.
A inicis dels 2000 va fundar el grup Tres Veces Tres: Tres Mujeres, Tres Poetas, Tres periodistas, al costat d'Esther Picat i Vilma Duarte. També va fundar el Fòrum de Periodistes Culturals de Nicaragua i de la Xarxa de Comunicadors/-es per a l'abordatge de VIH i la Sida a Nicaragua. Molta de la seva obra qüestiona la violència de gènere i els mandats socials sobre la sexualitat femenina. Ha estat convidada a recitals, tallers, festivals i antologies de conte i poesia a Mèxic i Nicaragua. Va dirigir Isonauta edicions.
Condueix el programa cultural radial El País Azul que es transmet des de 2001 a Ràdio La Primierísima. Des de la defunció del professor Mario Fulvio Espinosa l'abril de 2017, és també la directora del programa.
Del 2015 al 2018 Martha Cecilia Ruiz va formar part de la Junta directiva de l'Associació Nicaragüenca d'Escriptores (ANIDE) com a vocal. Ruiz és usuària activa en xarxes socials i també ha experimentat amb el dibuix.

## Publicacions
Els escrits de Martha Cecilia Ruiz han estat inclosos en diverses antologies, entre elles: Mujeres poetas en el país de las nubes (2008), De azul a rojo. Voces de poetas nicaragüenses del Siglo (2011), Nosotras también contamos. Muestra de Narrativa (2013), Esta palabra es nuestra (2014), Hermanas de tinta. Muestra de poesía multiétnica de mujeres nicaragüenses (2014), Antología de cuentos nicaragüenses de ayer y hoy (2014), 99 palabras de mujer. Microrrelatos y otras especies (2016), entre d'altres. El 2016 va publicar el seu primer llibre de narrativa breu titulat: Família de cuchillos.

### Publicacions literàries
- Familia de Cuchillos. ANIDE. Managua, 2016.

### Antologies
- Antología Mujeres Poetas en el País de las Nubes. Centro de Estudios de la Cultura Mizteca. México, 2008.
- De Azul a Rojo. Voces de poetas nicaragüenses del Siglo XXI. Selección de Luis Alberto Ambroggio. Managua, 2011.
- Nosotras también contamos. Muestra de Narrativa. ANIDE. Managua, 2013.
- Esta palabra es nuestra. ANIDE. Managua, 2014.
- Hermanas de tinta. Muestra de poesía multiétnica de mujeres nicaragüenses. ANIDE. Managua, 2014.
- Antología Cuentos nicaragüense de ayer y hoy. Lacayo, Chamorro César y Valle-Castillo. EEUU, 2014.
- 99 Palabras de Mujer. Microrrelatos y otras especies. Marianela Corriols editora. Managua, 2016.